# Вестфилд (Њу Џерзи)
Вестфилд (енгл. Westfield) град је у америчкој савезној држави Њу Џерзи. По попису становништва из 2020. у њему је живело 31.032 становника.

## Демографија
Према попису становништва из 2010. у граду је живело 30.316 становника, што је 672 (2,3%) становника више него 2000. године.
| Група             | 2000.          | 2010.          |
| Белци             | 26.047 (87,9%) | 25.629 (84,5%) |
| Афроамериканци    | 1.151 (3,9%)   | 984 (3,2%)     |
| Азијати           | 1.208 (4,1%)   | 1.718 (5,7%)   |
| Хиспаноамериканци | 836 (2,8%)     | 1.492 (4,9%)   |
| Укупно            | 29.644         | 30.316         |